# Prêmio Internacional da Fundação Gairdner
O Prêmio Internacional da Fundação Gairdner (em inglês:  Gairdner Foundation International Award) é concedido anualmente, em uma recepção especial, para três a seis pessoas, por descobertas ou contribuições fundamentais em ciências médicas. O agraciado é tradicionalmente considerado um potencial laureado do Nobel de Fisiologia ou Medicina. Até 2007 69 Prêmios Nobel foram concedidos a pessoas já agraciadas com o Prêmio Gairdner. Os prêmios da Fundação Gairdner são concedidos anualmente, no valor de 100 mil dólares canadenses cada um. O prêmio pode ser concedido conjuntamente pela mesma descoberta ou contribuição em ciências médicas, mas nestes casos cada agraciado recebe o prêmio financeiro completo.

## Agraciados[4]
- 1959 Alfred Blalock, Helen Taussig, Charles Ragan, Harry Melvin Rose, William Paton, Eleanor Zaimis, Wilfred Gordon Bigelow
- 1960 Joshua Harold Burn, John Heysham Gibbon, William Ferguson Hamilton, John McMichael, Karl Friedrich Meyer, Arnold Rice Rich
- 1961 Russell Brock, Alan Chadburn Burton, Alexander Benjamin Gutman, Jonas H. Kellgren, Ulf S. von Euler
- 1962 Francis Crick, Albert Hewett Coons, Clarence Crafoord, Henry Kunkel, Stanley Sarnoff
- 1963 Murray Barr, Jacques Genest, Irvine H. Page, Pierre Grabar, C. Walton Lillehei, Eric G.L. Bywaters
- 1964 Seymour Benzer, Karl H. Beyer Jr., Deborah Doniach, Ivan M. Roitt, Gordon D.W. Murray, Keith Roberts Porter
- 1965 Jerome W. Conn, Robin Coombs, Charles E. Dent, Charles Philippe Leblond, Daniel J. McCarty, F. Horace Smirk
- 1966 Rodney Porter, Geoffrey Sharman Dawes, Charles Huggins, Willem J. Kolff, Luis F. Leloir, Jacques F.A.P. Miller, Jan Waldenström
- 1967 Christian DeDuve, Marshall Nirenberg, George E. Palade, Julius Axelrod, Sidney Udenfriend, D. Harold Copp, Iain MacIntyre, Peter J. Moloney, J. Fraser Mustard
- 1968 Bruce Chown, James Learmonth Gowans, George Hitchings, Jacques Oudin, Jarvis Edwin Seegmiller
- 1969 Frank J. Dixon, John P. Merrill, Belding H. Scribner, Robert B. Salter, Earl Sutherland, Ernest McCulloch, F. Mason Sones, James Till
- 1970 Vincent Dole, Richard Doll, Robert Alan Good, Niels Jerne, Robert Bruce Merrifield
- 1971 Charles Herbert Best, Rachmiel Levine, Frederick Sanger, Donald Frederick Steiner, Solomon Berson, Rosalyn Yalow
- 1972 Karl S.D. Bergström, Britton Chance, Oleh Hornykiewicz, Robert R. Race, Ruth Sanger
- 1973 Roscoe Brady, Denis P. Burkitt, John Charnley, Kimishige Ishizaka, Teruko Ishizaka, Harold E. Johns
- 1974 David Baltimore, Howard M. Temin, Hector F. DeLuca, Roger Guillemin, Andrew Schally, Hans J. Müller-Eberhard, Juda Quastel
- 1975 Ernest Beutler, Baruch Blumberg, Henri-Géry Hers, Hugh Huxley, John D. Keith, William Thornton Mustard
- 1976 Godfrey Hounsfield, Thomas R. Dawber, William B. Kannel, Eugene P. Kennedy, George Klein, George D. Snell
- 1977 K. Frank Austen, Cyril A. Clarke, Jean Dausset, Henry G. Friesen, Victor A. McKusick
- 1978 Sydney Brenner, Jean-Pierre Changeux, Donald S. Fredrickson, Samuel O. Freedman, Phil Gold, Edwin Krebs, Elizabeth C. Miller, James A. Miller, Lars Terenius
- 1979 Sir James W. Black, George F. Cahill Jr., Walter Gilbert, Elwood V. Jensen, Frederick Sanger, Charles R. Scriver
- 1980 Paul Berg, Irving B. Fritz, H. Gobind Khorana, Efraim Racker, Jesse Roth, Michael Sela
- 1981 Michael S. Brown, Joseph L. Goldstein, Wai Yiu Cheung, Jerry H-C. Wang, Georges J. Köhler, César Milstein, Elizabeth F. Neufeld, Saul Roseman, Bengt Samuelsson
- 1982 Gilbert Ashwell, Günter Blobel, Arvid Carlsson, Paul Janssen, Manfred M. Mayer
- 1983 Donald A. Henderson, Bruce N. Ames, Gerald D. Aurbach, John A. Clements, Richard K. Gershon, Susumu Tonegawa
- 1984 J. Michael Bishop, Harold E. Varmus, Alfred G. Gilman, Martin Rodbell, Yuet Wai Kan, Kresimir Krnjevic, Robert L. Noble
- 1985 Stanley Cohen, Paul C. Lauterbur, Raymond Lemieux, Mary F. Lyon, Mark Ptashne, Charles Yanofsky
- 1986 Jean-Francois Borel, James E. Darnell, Philip A. Sharp, Adolfo J. de Bold, T. Geoffrey Flynn, Harald Sonnenberg, Peter C. Doherty, Rolf M. Zinkernagel, Michael Smith
- 1987 Peter J. Favaloro, Robert C. Gallo, Luc Montagnier, Walter J. Gehring, Edward B. Lewis, Eric R. Kandel, Michael Rossmann
- 1988 Albert J. Aguayo, Michael J. Berridge, Yasutomi Nishizuka, Thomas R. Cech, Michael Anthony Epstein, Robert Lefkowitz
- 1989 Mark Morris Davis, Tak W. Mak, Jean-Marie Ghuysen, Louis M. Kunkel, Ronald G. Worton, Erwin Neher, Bert Sakmann
- 1990 Francis S. Collins, John R. Riordan, Tsui Lap-Chee, Victor Ling, Oliver Smithies, Edwin M. Southern, E. Donnall Thomas
- 1991 Sydney Brenner, John E. Sulston, Judah Folkman, Robert F. Furchgott, David H. MacLennan, Kary B. Mullis
- 1992 Leland H. Hartwell, Yoshio Masui, Paul M. Nurse, Richard Peto, Bert Vogelstein, Robert A. Weinberg
- 1993 Mario R. Capecchi, Oliver Smithies, Alvin R. Feinstein, Stanley B. Prusiner, Michel M. Ter-Pogossian
- 1994 Pamela Bjorkman, Don Craig Wiley, Anthony Rex Hunter, Anthony Pawson, Donald Metcalf
- 1995 Bruce Alberts, Arthur Kornberg, Roger Tsien
- 1996 Robert Langer, Barry J. Marshall, James E. Rothman, Randy W. Schekman, Janet Rowley
- 1997 Corey S. Goodman, Erkki Ruoslahti, Richard O. Hynes, Alfred G. Knudson Jr.
- 1998 Elizabeth Blackburn, Carol W. Greider, Giuseppe Attardi, Walter Neupert, Gottfried Schatz
- 1999 Avram Hershko, Alexander Varshavsky, Robert Horvitz, Andrew Wyllie
- 2000 Jack Hirsh, Roger D. Kornberg, Robert G. Roeder, Alain Townsend, Emil Unanue
- 2001 Clay Armstrong, Bertil Hille, Roderick MacKinnon, Marc Kirschner
- 2002 Philip Palmer Green, Eric Lander, Maynard Olson, John Sulston, Craig Venter, Michael Waterman, Robert Waterston, Jean Weissenbach, Francis Collins (Award of Merit), James D. Watson (Award of Merit)
- 2003 Richard Axel, Linda B. Buck, Wayne A. Hendrickson, Seiji Ogawa, Ralph Steinman
- 2004 Seymour Benzer, R. John Ellis, F. Ulrich Hartl, Arthur L. Horwich, George Sachs
- 2005 Jeffrey Michael Friedman, Douglas Coleman, Craig C. Mello, Andrew Z. Fire, Brenda Milner, Endel Tulving
- 2006 Ralph Lawrence Brinster, Ronald Mark Evans, Alan Hall, Thomas D. Pollard, Joan Steitz
- 2007 C. David Allis, Kim A. Nasmyth, Dennis J. Slamon, Harry Noller, Thomas A. Steitz
- 2008 Victor Ambros, Harald zur Hausen, Gary Ruvkun, Nahum Sonenberg, Samuel Weiss
- 2009 Peter Walter, Kazutoshi Mori, Lucy Shapiro, Richard Losick, Shinya Yamanaka
- 2010: William Albert Catterall, Pierre Chambon, William Kaelin Jr., Peter J. Ratcliffe, Gregg L. Semenza
- 2011: Adrian Bird, Howard Cedar, Aharon Razin, Jules Hoffmann, Shizuo Akira
- 2012: Jeffrey Connor Hall, Michael Rosbash, Michael Warren Young, Thomas Jessell, Jeffrey Ravetch
- 2013: Harvey J. Alter, Daniel W. Bradley, Michael Houghton (award declined),[5] Stephen Joseph Elledge, Gregory Winter
- 2014: James Patrick Allison, Titia de Lange, Marc Feldmann, Ravinder Nath Maini, Harold F. Dvorak, Napoleone Ferrara
- 2015 Lewis Cantley, Michael Nip Hall, Lynne Elizabeth Maquat, Yoshinori Ohsumi, Shimon Sakaguchi
- 2016 Feng Zhang, Jennifer Doudna, Emmanuelle Charpentier, Philippe Horvath, Rodolphe Barrangou
- 2017 Akira Endō, David Julius, Antoine Hakim, Cesar Victora, Lewis Edward Kay, Rino Rappuoli, Huda Zoghbi[6]
- 2018 Azim Surani, Davor Solter, Edward Boyden, Karl Deisseroth, Peter Hegemann